# (31897) Brooksdasilva
2000 FT49 (asteroide 31897) é um asteroide da cintura principal. Possui uma excentricidade de 0.10649090 e uma inclinação de 6.27438º.
Este asteroide foi descoberto no dia 30 de março de 2000 por LINEAR em Socorro.